# Erlangerprogrammet
Erlangerprogrammet syftar på det vetenskapliga programmet som Felix Klein skrev när han började på Universitetet i Erlangen 1872. I detta utvecklade han en systematisk klassificering av olika geometriska modeller, som bygger på idén att geometrin undersöker de egenskaperna hos figurer som behålls vid förändringar i läge och orientering. Därför kan man klassificera de geometriska modellerna med hjälp av de möjliga avbildningarna som är tillåtna där.
Felix Klein skisserade geometrier bortom den euklidiska geometrin, nämligen såväl den elliptiska som den hyperboliska, som formulerades av Lobatjevskij och som blev viktig senare för relativitetsteorin. Dessa båda blev snart viktiga inom differentialgeometrin. 

## Geometrier
De olika geometrierna kan beskrivas med en mängd som omfattar de avbildningar som bevarar invarianterna i respektive geometri. Denna mängd blir en grupp eftersom sammansättningen av två avbildningar ska också vara en avbildning och både identitetsavbildningen och inversavbildningen ska tillhöra mängden. Den associativa lagen ska också gälla för avbildningarna. Däremot behöver avbildningarna inte kommutera med varandra.

### Kongruensgeometrin
Den euklidiska geometrin eller kongruensgeometrin har avbildningar som bevarar längder och vinklar. 
Kongruensavbildningarna utgörs av förflyttningar, vridningar och speglingar . Om orienteringen behålls kallas den direkt, annars indirekt. Speglingarna är indirekta och de andra direkta. Varje kongruensavbildning kan beskrivas som en sammansättning av högst tre speglingar eller som en förflyttning och en vridning.

### Likformighetsgeometrin
Om man avstår från längdtrohet i de tillåtna avbildningarna och även tillåter punktsträckning får den ekviforma geometrin eller likformighetsgeometrin, beskriven av den ekviforma gruppen.
En likformighetsavbildning förändrar avstånden lika mycket.

### Den affina geometrin
Om man dessutom avstår från vinkeltrogenheten får av en grupp av affina avbildningar som bevarar rätlinjigheten och delningsförhållandet. Denna grupp beskriver den affina geometrin. En affin avbildning kan beskrivas med matriser som {\displaystyle X'=AX+C} där {\displaystyle X',X,C} är {\displaystyle n}-dimensionella vektorer och {\displaystyle A} en icke singulär {\displaystyle n}x{\displaystyle n}-matris.

### Den projektiva geometrin
Om man slutligen lägger till en oändligt avlägsen punkt eller en oäkta punkt, där parallellerna skär varandra, har man dubbelförhållandet mellan fyra punkter invariant. Då har man den projektiva geometrin som beskrivs av den projektiva gruppen.

### Andra geometrier
Utöver dessa klassiska geometrier, som alla baseras på begränsningar av den projektiva gruppen, kan man också komma till den elliptiska och den hyperboliska geometrin. Dessa är icke-euklidiska.
Erlangerprogrammet räcker dock inte till för att klassificera alla geometrier. Till exempel den riemannska geometrin, som den allmänna relativitetsteorin bygger på, behöver Liegrupper.
Man kan bygga ut Erlangerprogrammet med homeomorfierna, kontinuerliga avbildningar, och därmed få topologin.